# Jolanta Ejfler
Jolanta Ejfler – polska chemik, profesor nauk chemicznych, pracownik naukowy na Wydziale Chemii Uniwersytetu Wrocławskiego.

## Życiorys
W 1994 r. obroniła rozprawę doktorską pt. Badanie korelacji pomiędzy budową związków tytanu a ich aktywnością w procesie polimeryzacji etylenu, którą wykonała pod kierunkiem prof. Piotra Soboty. W 2010 uzyskała stopień doktora habilitowanego na podstawie pracy zatytułowanej Kompleksy metali z ligandami aryloksanowymi jako inicjatory reakcji polimeryzacji laktydów. W 2020 r. uzyskała tytuł profesora nauk chemicznych.
Jest zatrudniona na stanowisku profesora na Wydziale Chemii Uniwersytetu Wrocławskiego.